# Lăng Họ Ngọ
Mộ Họ Ngọ (còn gọi là Linh Quang Từ, Ngọ tướng công chi mộ), di tích kiến trúc nghệ thuật cấp quốc gia, được công nhận theo Quyết định số 29/QĐ-BHV ngày 13 tháng 1 năm 1964 của Bộ văn hóa , thuộc làng Thái Thọ, xã Thái Sơn, huyện Hiệp Hòa, tỉnh Bắc Giang (xưa thuộc tổng Quế Trạo, huyện Hiệp Hòa, phủ Bắc Hà, xứ Kinh Bắc). Ngày 28 tháng 3 năm 1996 nhà nước Cộng hòa xã hội chủ nghĩa Việt Nam chính thức cấp Bằng công nhận di tích lịch sử - văn hóa cho Lăng đá họ Ngọ (Ảnh 10).

## Lịch sử
Lăng Họ Ngọ xây dựng năm 1697 (xây trước Lăng Dinh Hương, trước tất cả các lăng mộ vua Nguyễn ở Huế), trùng tu 1714, nơi lưu giữ di hài Phương quận công Ngọ Công Quế và là nơi thờ cúng quận công cùng tiên tổ họ Ngọ. Vua Lê có sắc phong cho ông: Linh ứng cương nghị minh đạt đức hậu chính thần.
Cha của ông là Phúc an hầu Ngọ Công Tuấn giữ chức Thái Nguyên xứ tham tán và được huân phong: Tướng công hiển cung đại phu, tham đốc thái vũ, tử vệ quân sự vụ. Ông nội là Thái sơn hầu Ngọ Công Văn và được phong tặng: Vũ liệt tướng quân, tham đốc thần vũ, tử vệ quân sự vụ.
Niên hiệu Chính Hòa thứ 18 năm Đinh Sửu (1697) triều đại Lê Hy Tông ông được huân phong: Đặc tiến kim tử, vinh lộc đại phu, giữ chức phó tả thị nội thư, tả binh phiên, tư lễ giám, Đô thái giám và được phong tước Lộc hầu. Năm Quý Tỵ (1713) ông làm quan trấn thủ Thái Nguyên xứ, đồng giữ chức tư lễ giám, Bắc quân đô đốc phủ, được huân phong: Đặc tiến phụ quốc, Thượng tướng quân, tả đô đốc, tước Phương quận công. Trên bia đá ở lăng còn ghi rõ bằng chữ Hán: "Phụng sai Thái Nguyên sứ trấn cai quản đặc tiến phụ quốc Thượng tướng quân, tư lễ giám Tổng thái giám bắc quân Đô đốc phủ, đô đốc kiêm sự, gia phong tặng Tả đô đốc Phương quận công, Ngọ tướng công, húy Quế" (Ảnh 11).
Ngọ Công Quế là bậc văn võ song toàn, tư cách khoan hòa độ lượng, với việc nước thì tận tâm phụng sự, với quê hương ông hết lòng quan tâm giúp đỡ. Thời làm quan ông được bề trên rất sùng ái tin cậy. Vì có nhiều công lao trong việc dẹp loạn, an dân nên ông được triều đình vương phủ ban thưởng rất hậu. Ông đem bổng lộc đó về quê tu bổ, xây dựng những công trình công cộng như đình chùa, cầu cống (như Đình Chèo và Chùa Chèo). Dân tổng Quế Trạo ngày ấy hết lòng sùng kính và tôn ông làm hậu thần thờ phối hưởng cùng Thành hoàng ở đình làng.

## Kiến trúc
Lăng do chính Ngọ Công Quế xây dựng vào năm 1697 dưới triều vua Lê Hy Tông (1676 - 1705). Lúc đầu ông định xây dựng bằng đá xanh, nhưng sau sợ đá xanh dễ bị cậy để nung vôi nên ông đã quyết định xây bằng đá muối và đá ong lấy ở núi IA cách đó khoảng 1,5 km. Ông thuê thợ đánh đá và đục chạm ngay tại chỗ theo quy cách rồi mới chuyển về lăng. Một lần, khi xe chở voi đá, ngựa đá qua cửa đền IA thờ Thánh Hùng Linh Công thì không sao nhúc nhích lên được. Ngọ Công Quế làm lễ tạ và cúng vào Đền IA đôi ngựa đá và đôi voi . Từ đó việc đánh đá xây Lăng mới trôi chảy.
Lăng hình chữ nhật theo hướng Nam với diện tích khoảng trên 1 sào (400 m²), trước khu lăng có ao hình chữ nhật. Bốn mặt khu đất trước kia có tường xây bằng đá ong, nay ba mặt tường phía Bắc - Đông - Tây bằng đá ong đã bị phá huỷ gần hết và xây lại bằng gạch, tường phía Nam bằng đá ong còn tương đối nguyên vẹn và cao 2,15 m (Ảnh 1, 2 và 3).
Cổng dẫn vào lăng xây kiểu vòm cuốn, hai bên nền khung cửa có chạm nổi hai võ sĩ, rìa cổng có hai con chó đá (Ảnh 1).
Trên khu đất trước phần mộ là hai dãy tượng chầu được bố cục đăng đối hai bên đường thần đạo: hai con voi phục (Ảnh 2, Ảnh 3), hai cặp người đứng cạnh ngựa, hai con sấu (Ảnh 4, Ảnh 5). Trước phần mộ là một hương án để tế lễ, cạnh hương án có hai con nghê ngồi chầu và ngẩng cao đầu. Hai bên hương án còn có hai bàn đá dùng để đặt các đồ tế lễ (Ảnh 6 và 12). Sau hướng án và trước cổng vào phần mộ có một bàn đá to thấp, dùng để trải chiếu và đặt đồ lễ trong những ngày tế lễ (Ảnh 7).
Đằng sau hương án là cổng vào phần mộ có mặt bằng 15,1 m x 12,5 m có tường đá bao quanh cao 1,9 m. Trên nền cổng phần mộ chạm hai người đứng hầu, trên cổng khắc chữ "Linh Quang Từ" (Ảnh 7). Trung tâm phần mộ là một tháp đá hình vuông với hai tầng mái, tầng hai có cửa bốn mặt, chóp hình vuông, bốn góc các mái cong như mũi hài (Ảnh 8).
Ở phía bắc phần mộ là nhà bia, cấu trúc kiểu tháp đá bốn mặt giống tháp mộ nhưng nhỏ hơn, 4 mặt có trổ cửa tò vò, mỗi mặt ở phía dưới có hình hai con lân ngồi chầu (Ảnh 9). Bia đá cao 1,25m không kể mái, dài 1m, rộng 0,50m, trên khắc "Linh Quang Từ chỉ bi ký", niên hiệu Chính Hòa thứ 18 (1697) và niên hiệu Vĩnh Thịnh thứ nhất (1705). Bốn mặt bia khắc chữ Hán nôm, nội dung bia tóm lược công đức của Ngọ tướng công với nước, với quê hương, thời gian xây dựng lăng 1697 và trùng tu lăng vào năm 1714.
Lăng họ Ngọ là một công trình kiến trúc đồ sộ được chạm khắc đá công phu với tài nghệ điêu luyện tinh xảo, là công trình điêu khắc nghệ thuật đá tiêu biểu hạng nhất ở tỉnh Bắc Giang.

## Hình ảnh

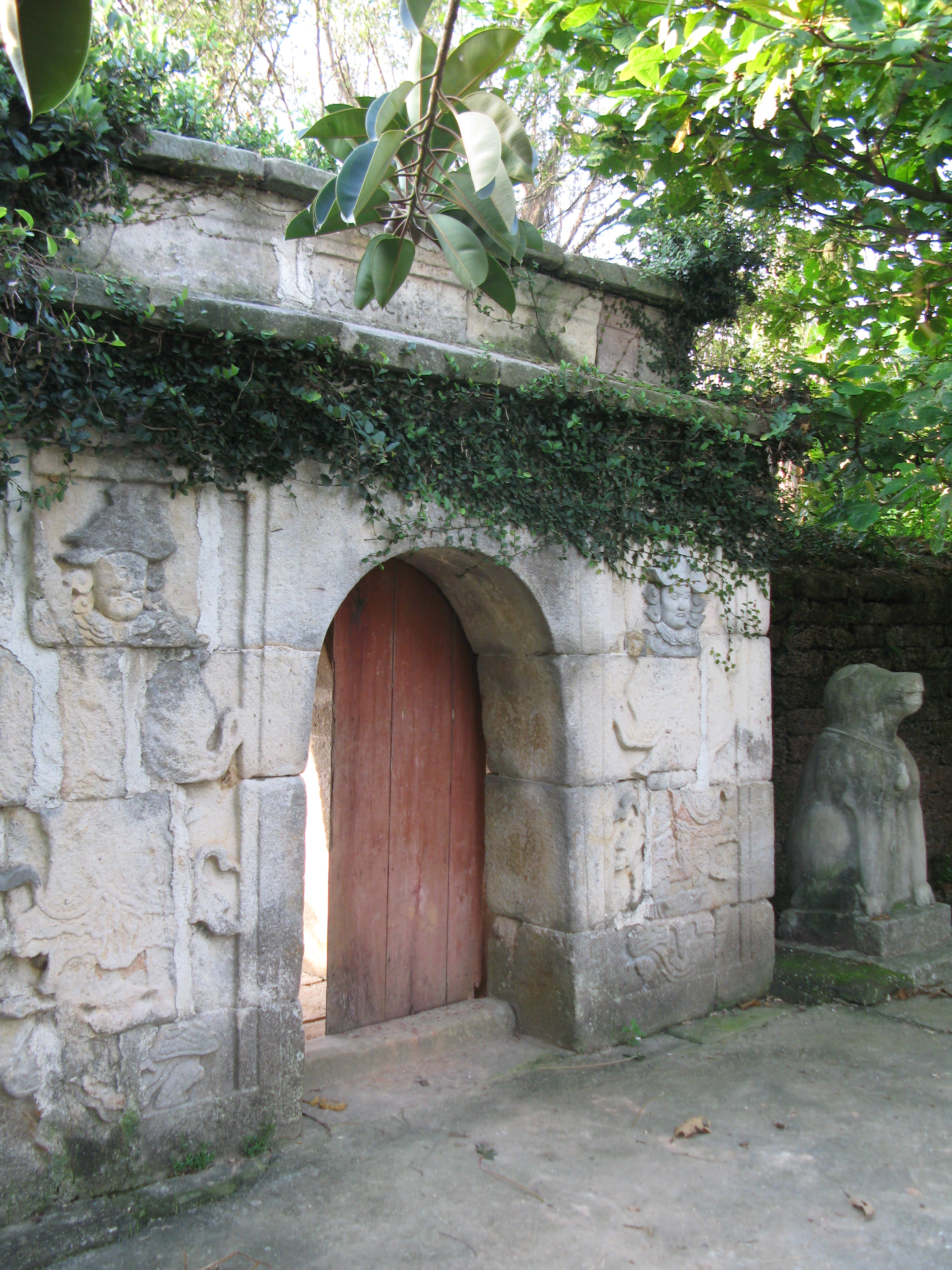
1. Cổng vào lăng
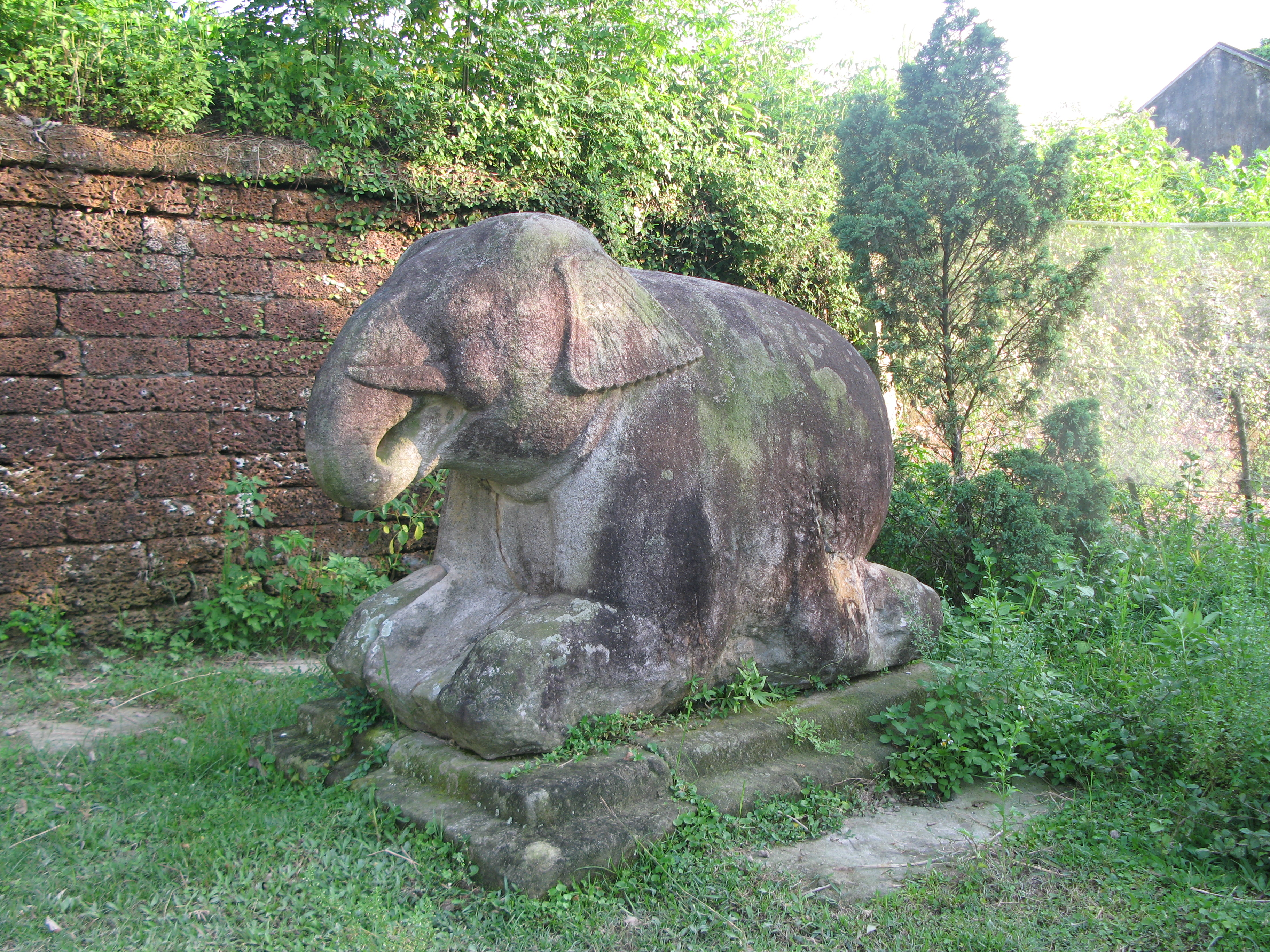
2. Voi đá phục bên phải
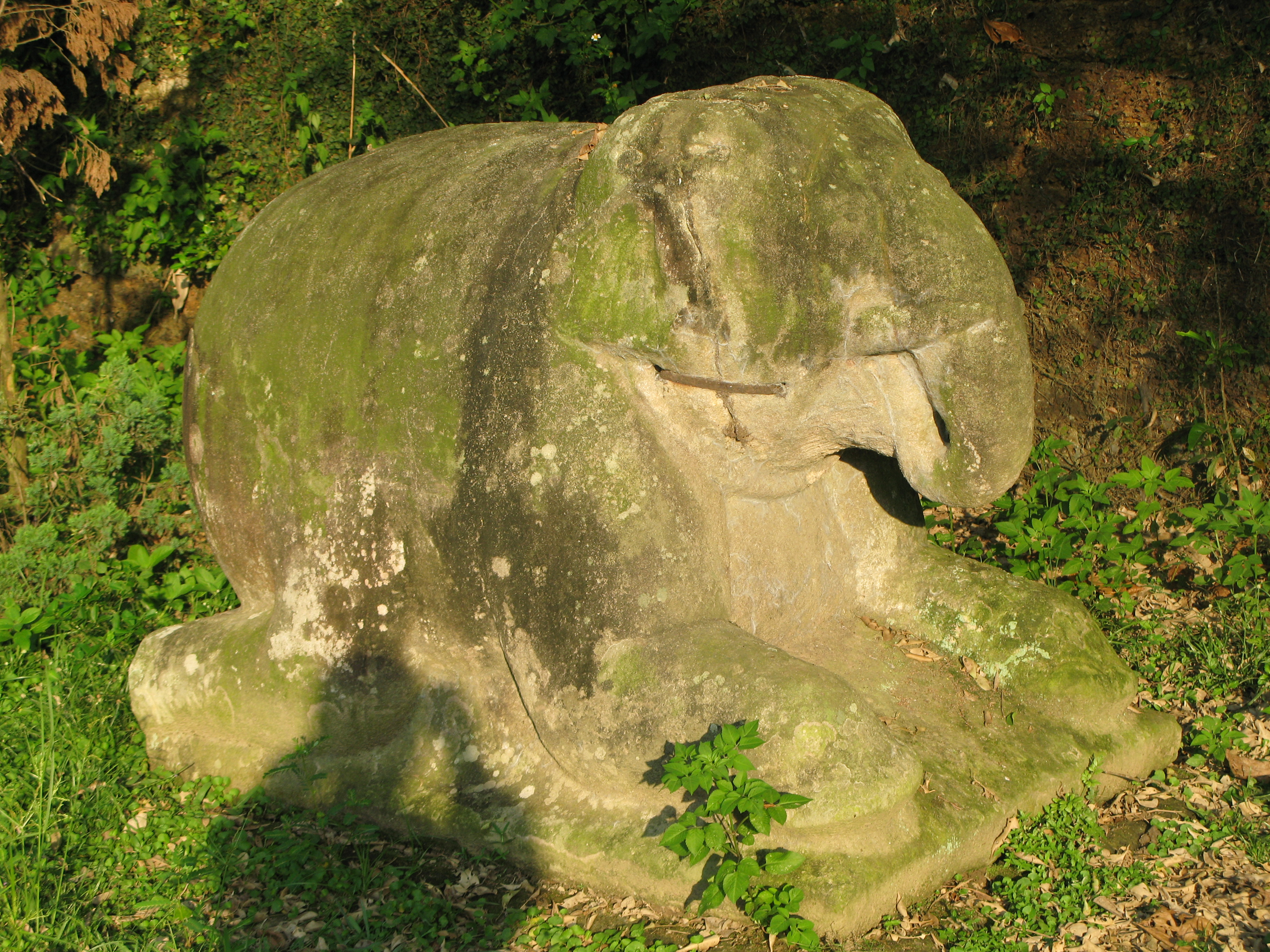
3. Voi đá phục bên trái
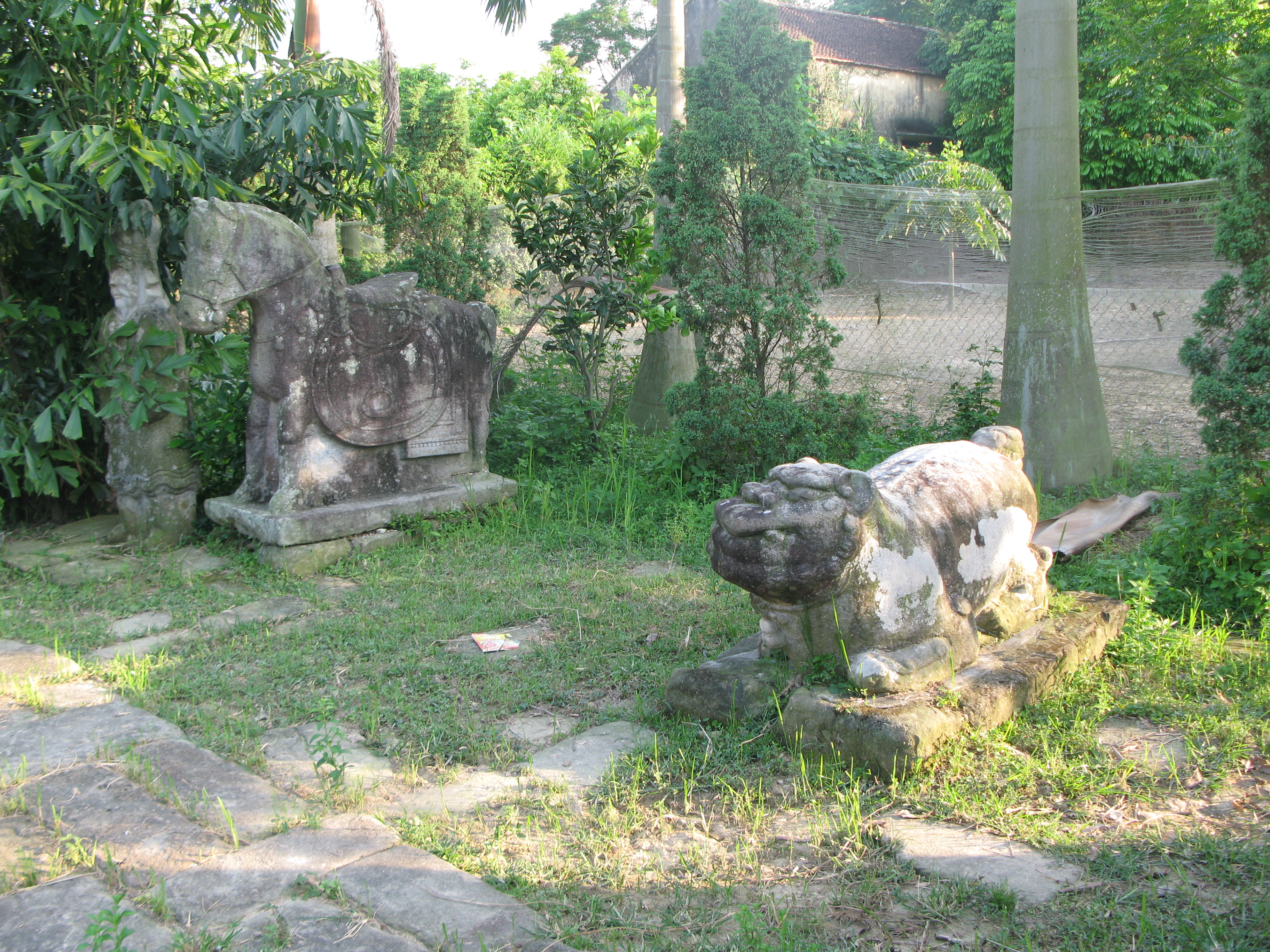
4. Tượng người, ngựa, sấu đá bên phải
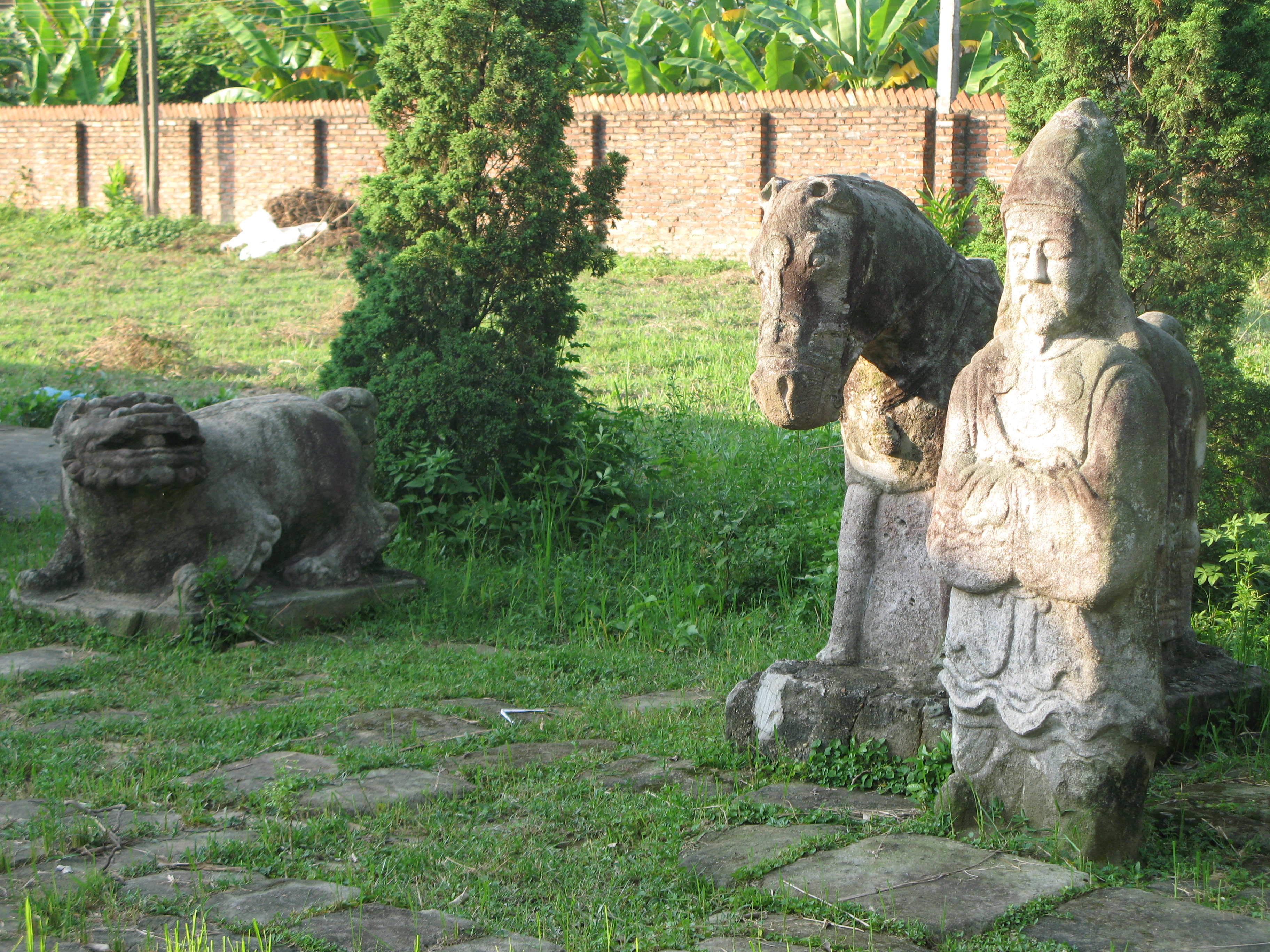
5. Tượng người, ngựa, sấu đá bên trái
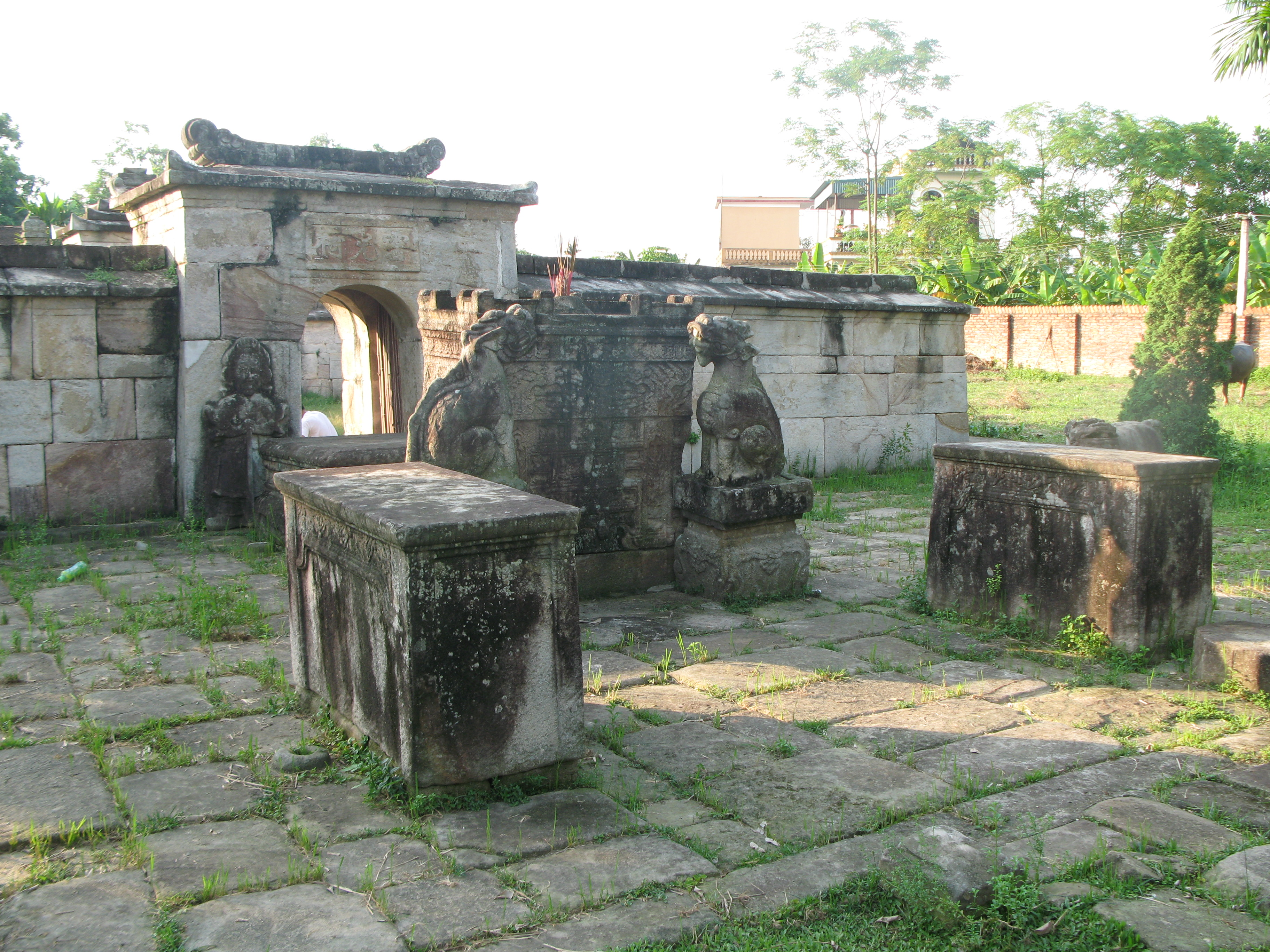
6. Bàn đá, nghê, hương án
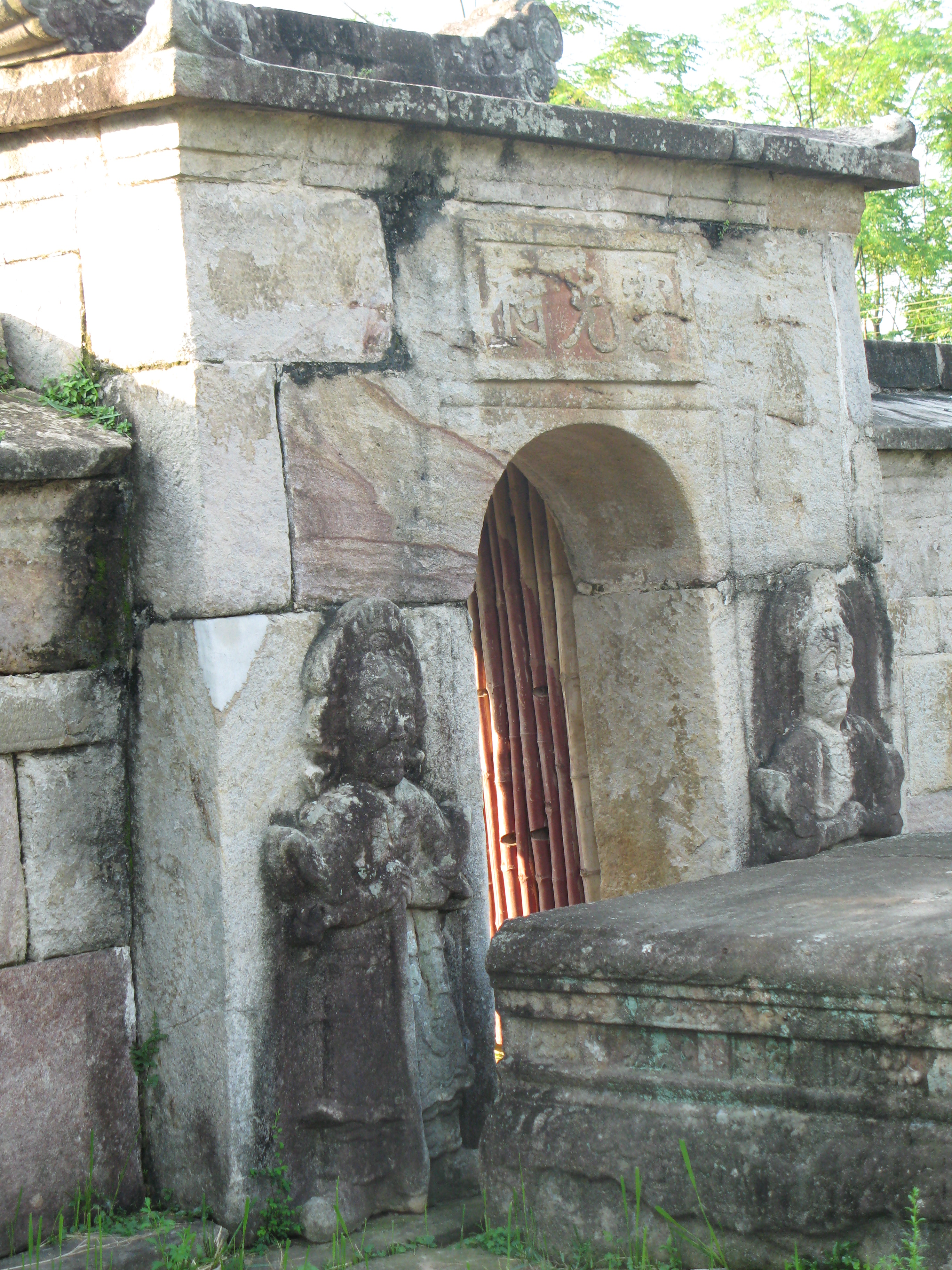
7. Bàn đá, cổng mộ
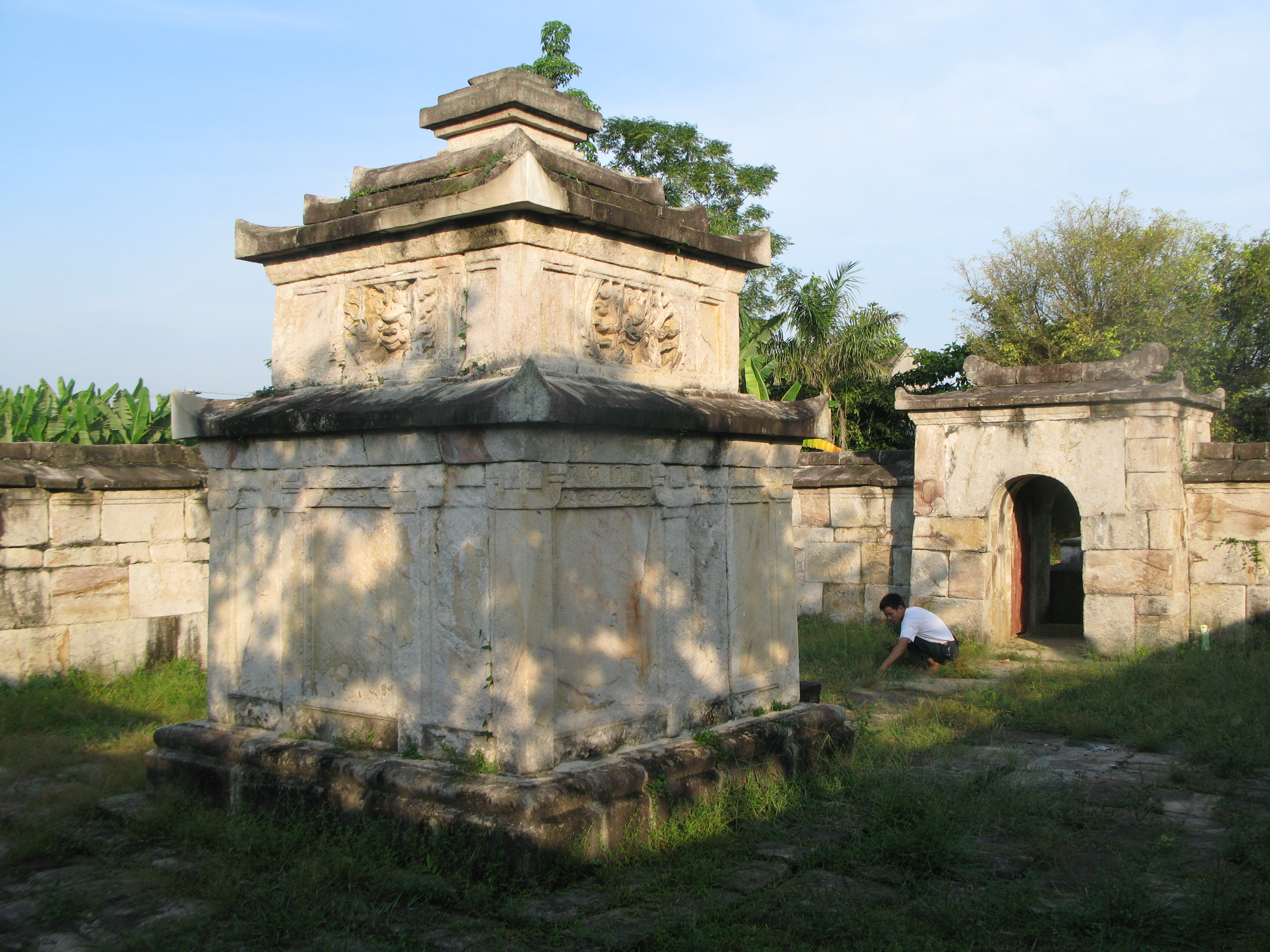
8. Tháp mộ, cổng mộ
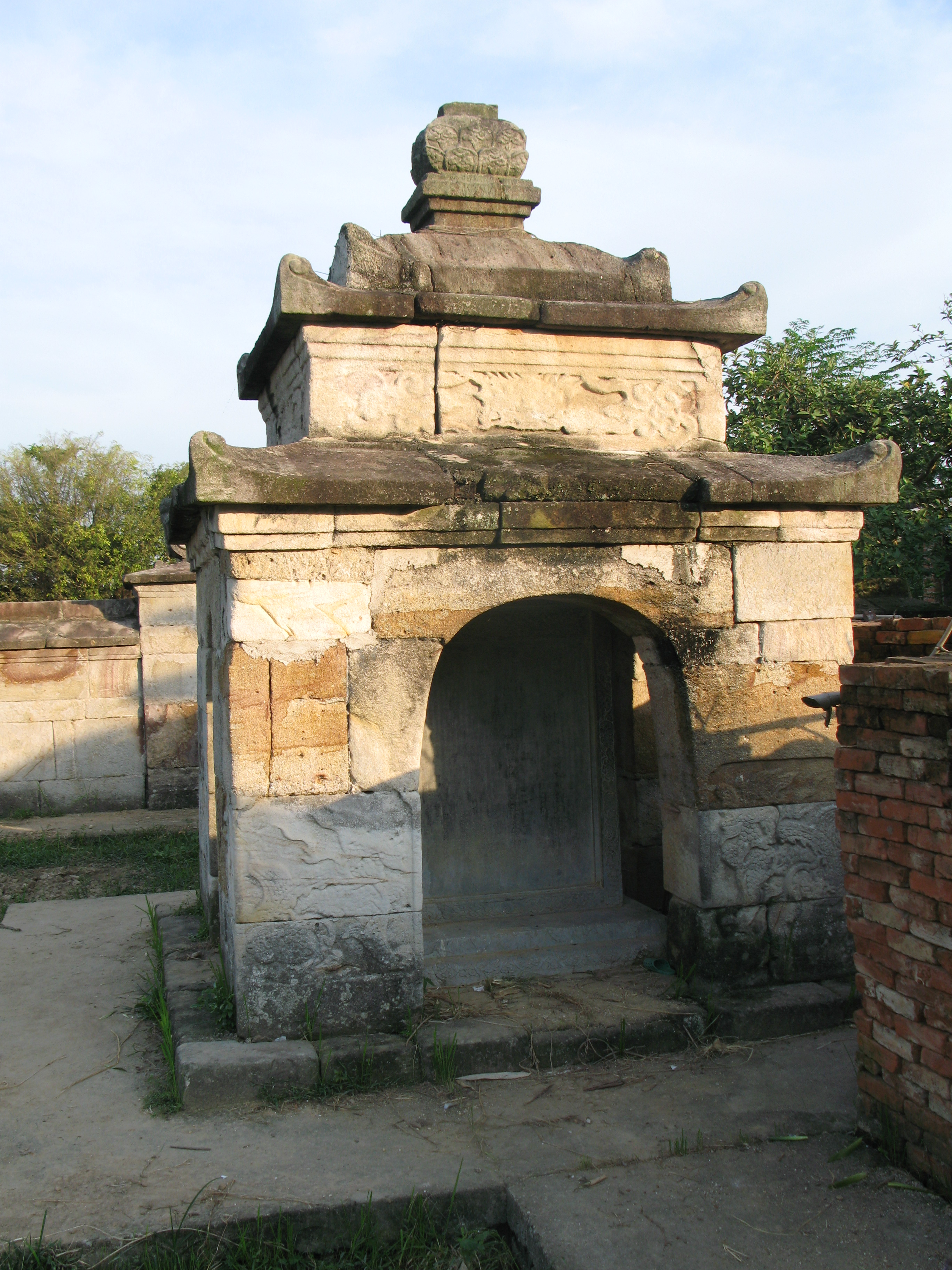
9. Tháp bia
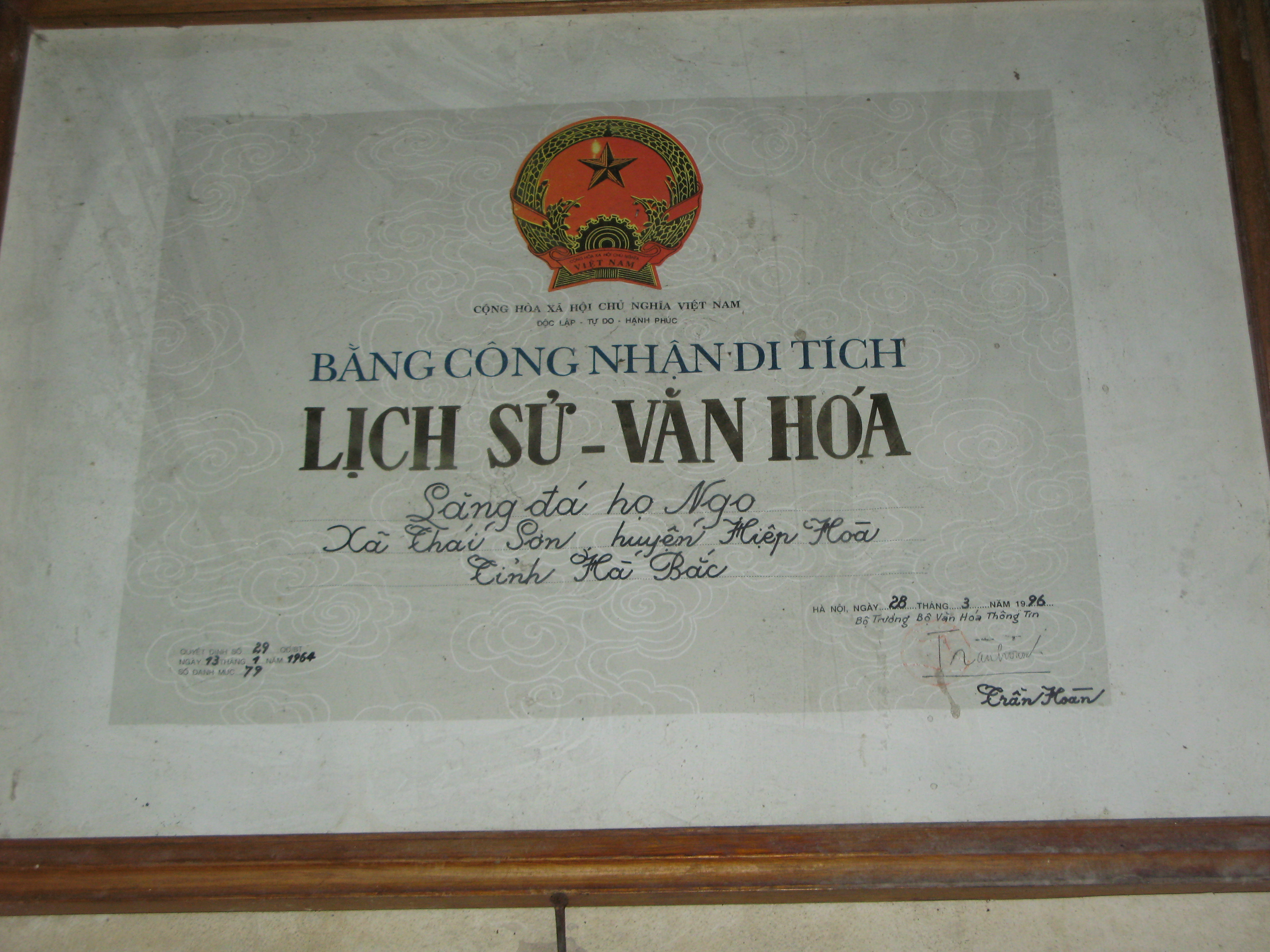
10. Bằng công nhận di tích
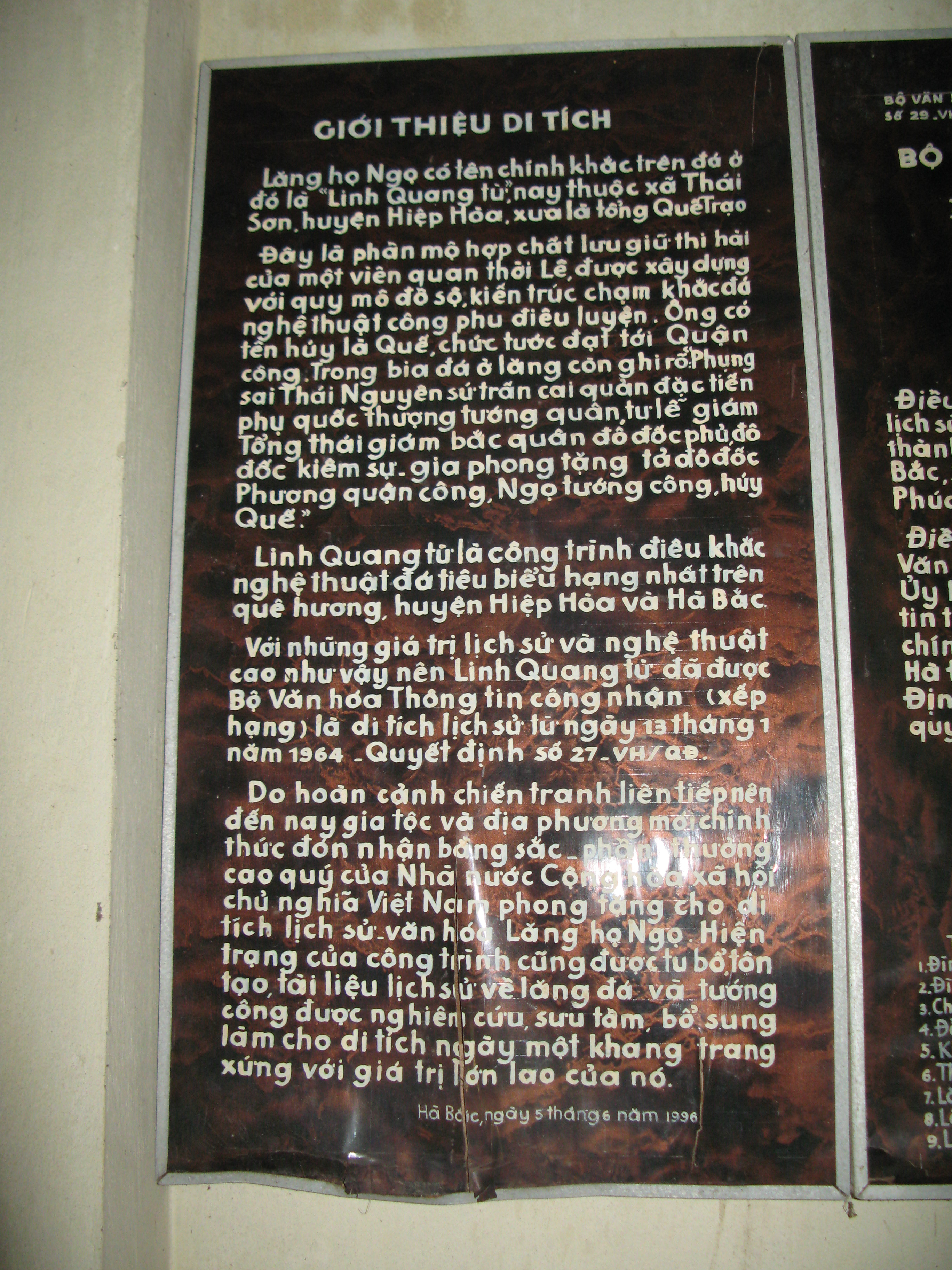
11. Giới thiệu di tích
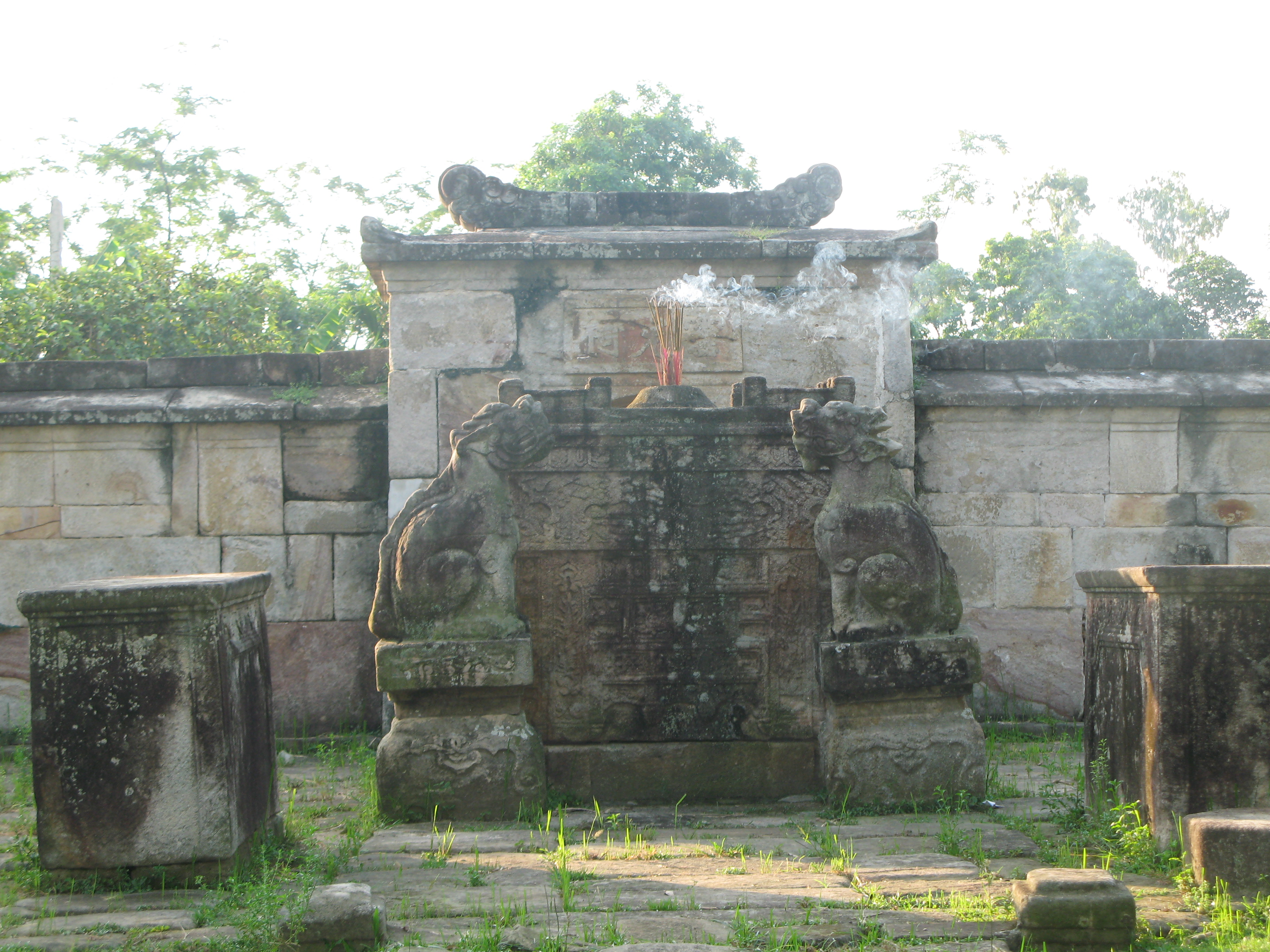
12. Hương án nhìn chính diện

Chú ý: hãy nháy chuột vào các ảnh để xem ảnh cỡ lớn và rõ trong Wikimedia commons.

## Tình trạng
Các cổ vật trong lăng được giữ gìn tương đối nguyên vẹn. Do nạn đào trộm cổ vật quá lộng hành nên anh Ngọ Văn Tuyến (cháu đích tôn đời thứ 13 của Phương Quận công Ngọ Công Quế) phải dựng nhà mới cạnh khu mộ để tiện trông nom, anh phải nuôi tới gần một tiểu đội chó to để canh trộm. Rất tiếc cuốn gia phả họ Ngọ không còn nữa nên hiện nay khó biết chi tiết cuộc đời của Phương tướng công Ngọ Công Quế và ngày sinh cùng ngày mất của ông. Theo anh Tuyến kể: trong thời kỳ kháng chiến chống Pháp, tiểu đoàn bộ đội Thiên Đức đóng ở làng, quân Pháp tấn công, khi chạy tản cư gia đình đã giấu cuốn gia phả vào đống rơm, quân Pháp tới đã đốt cả nhà và đống rơm nên cuốn gia phả bị cháy mất.
Nhìn chung khu lăng đã bị xuống cấp nghiêm trọng, rất cần sự đầu tư của nhà nước để trùng tu lại nhằm giữ gìn một di tích kiến trúc nghệ thuật quý hiếm cấp quốc gia. Với thu nhập của một nông dân như anh Tuyến thuộc vùng quê hẻo lánh thật khó có điều kiện để trùng tu lại di tích.

## Đường tham quan
Cách đi tới Lăng Họ Ngọ: từ Hà Nội theo quốc lộ 3 về hướng bắc tới ngã ba Nỉ, rẽ phải theo tỉnh lộ 296 khoảng 15km thì tới trung tâm thị trấn Thắng, đi dọc theo phố Thắng cũ và đi tiếp về hướng Tây Bắc khoảng 6 km thì tới làng Thái Thọ, xã Hùng Thái.